# 오이시다정
오이시다정(일본어: 大石田町 오이시다마치[*])은 일본 야마가타현 북동부에 있는 기타무라야마군의 정이다.

## 지리
정의 동부 모가미강의 유역으로 발전한 마을로 정사무소와 중심 상가도 하천의 바로 옆에 있다. 정의 서남쪽 구석에 하야마산이 있다.

## 역사
일찍이 모가미강 수운 교통으로 번창하였다. 에도 시대에는 천령(막부 직할령)과 신조번령이 혼재했다.
- 1889년 - 정촌제 시행으로 오이시다촌, 가메이다촌, 오다카네촌이 성립하였다.
- 1897년 1월 23일 - 오이시다촌이 정으로 승격해 오이시다정이 되었다.
- 1901년 5월 1일 - 오다카네촌이 요코야마촌이 되었다.
- 1955년 1월 1일 - 오이시다정, 가메이다촌, 요코야마촌이 합병해 오이시다정이 되었다.

## 인구
|                                                | |
| 오이시다정의 전국의 연령별 인구 분포（2005년） | 오이시다정의 연령·남녀별 인구 분포（2005년）                                                                           |
| ■자주색 ― 오이시다정 ■녹색 ― 일본전국          | ■파랑색 ― 남자 ■빨간색 ― 여자                                                                                          |
| · 오이시다정（에 해당되는 지역）의 인구추이    | |
| 일본 총무성 통계국 국세조사 결과               | |
|                                                | 기술적 문제로 인해 그래프를 일시적으로 사용할 수 없습니다. 파브리케이터와 미디어위키 위키에 더 자세한 정보가 있습니다. |

## 교통

### 철도
- 동일본 여객철도
  - 오우 본선(야마가타선)
  - 오우 본선(야마가타 신칸센)

### 도로
- 국도 13호선
- 국도 347호선

## 자매 도시
- 중화인민공화국 헤이룽장성 팡정현